# Kalesija
Kalesija è un comune nel cantone di Tuzla in Bosnia ed Erzegovina nella Federazione di Bosnia ed Erzegovina con 36.748 abitanti al censimento 2013.

## Società

### Evoluzione demografica
"Abitanti censiti"

## Località
Il comune è formato dall'insieme delle seguenti località:
Babina luka • Borogovo • Brezik • Bulatovci • Caparde • Dubnica • Gojčin • Hajvazi • Hrasno Donje • Hrasno Gornje • Jeginov Lug • Jelovo Brdo • Kalesija • Kalesija • Kikači • Kosovača • Kulina • Kusonje • Lipovice • Mahala • Matkovac • Memići • Miljanovci • Osmaci • Petrovice • Prnjavor • Rainci Donji • Rainci Gornji • Rakino Brdo • Sajtovići • Sarači • Seljublje • Staro Selo • Šeher • Tojšići • Vilčevići • Vukovije Donje • Vukovije Gornje • Zelina • Zolje • Zukići